# Derispiolina pterolomoides
Derispiolina pterolomoides is een keversoort uit de familie zwartlijven (Tenebrionidae). De wetenschappelijke naam van de soort is voor het eerst geldig gepubliceerd in 1979 door Zoltán Kaszab.